# Sulo Jääskeläinen
Sulo Jääskeläinen (ur. 19 grudnia 1890 w Wyborgu, zm. 12 stycznia 1942 w Kotce) – fiński skoczek narciarski i kombinator norweski, uczestnik Zimowych Igrzysk Olimpijskich 1924, gdzie zajął 11. miejsce w konkursie skoków (po dwóch skokach na odległość 42,5 m) i 16. miejsce w kombinacji (skoki na 41 m i 41,5 m, bieg w czasie 1:42:30).
Ponadto Jääskeläinen startował na mistrzostwach świata w 1926, które odbywały się w Lahti. Zajął tam ósme miejsce po skokach na odległość 32 i 34,5 metra. Był też zwycięzcą konkursu skoków na pierwszych igrzyskach narciarskich w Lahti w 1923. Tytuł mistrza obronił na drugiej edycji tych zawodów w roku następnym. Brał w nich udział jeszcze w 1925 i zdobył drugie miejsce oraz w 1927, kiedy wywalczył lokatę czwartą.